# Kąty Wrocławskie
Kąty Wrocławskie je město v Polsku v Dolnoslezském vojvodství v okrese Vratislav. Leží v historickém území Dolního Slezska. Město je sídlem městsko-vesnické gminy Kąty Wrocławskie. V roce 2023 zde žilo 7 184 obyvatel..

## Partnerská města
- Biblis, Hesensko, Německo
- Mignaloux-Beauvoir, Nová Akvitánie, Francie
- Svitlovodsk, Ukrajina
- Żerków, Velkopolské vojvodství, Polsko